# Kangling
Il Kangling (tibetano: རྐང་གླིང།, Wylie: rkang-gling) è uno strumento musicale a fiato ricavato da un femore o da una tibia umani (o più spesso ancora, da un semplice legno), di solito sormontato da  decorazioni in metallo argentato (generalmente impreziosite da gemme) e, a volte, accompagnato da cordicelle e ciondoli.
Viene usato in Tibet durante i rituali tantrici. Secondo la tradizione, la musica di tale strumento servirebbe ad allontanare gli spiriti maligni ed i demoni. Nella simbologia del buddhismo il suono del kangling viene paragonato alla recitazione dei mantra.